# Maria Maddalena (Correggio)
La Maria Maddalena è un dipinto a olio su tela (38x30 cm) di Correggio, databile al 1517-1518 circa e conservato nella National Gallery di Londra.

## Storia
La provenienza di quest'opera si può ricostruire con certezza solo fino al primo Novecento. Prima di giungere alla National Gallery di Londra era in possesso di George Salting nel 1907 e probabilmente proveniva dalla collezione francese di Ravaisson Mollien a Parigi. Non esistono notizie più antiche riconducibili con sicurezza a questo dipinto, per quanto si rintraccino in molti inventari di quadrerie e collezioni seicentesche riferimenti a opere rappresentanti santa Maria Maddalena attribuite al Correggio. Fu Corrado Ricci, pionieristico e appassionato studioso di Antonio Allegri, a ricondurre questa piccola tavoletta alla paternità dell'artista, nel 1930. Da allora quasi tutti gli studiosi hanno accettato quest'opera come autografa.
La datazione dell'opera è basata esclusivamente su considerazioni stilistiche intorno alla fine degli anni dieci, in prossimità con i Quattro santi di New York e la Zingarella di Capodimonte, opera quest'ultima, che condivide un'analoga riuscita compenetrazione fra figura e paesaggio circostante.
L'iconografia della Maddalena a Sainte-Baume è pressoché ignota in Italia fino al Rinascimento, ed ebbe una grande promulgatrice in Isabella d'Este, la cui corrispondenza con Veronica Gambara, signora di Correggio, fu probabilmente all'origine del piccolo dipinto o comunque della sua ideazione.
Dell'opera esistono alcune repliche, ma questa è ritenuta quella autografa, anche per la presenza di un pentimento.

## Descrizione e stile
La santa è rappresentata presso la grotta di Sainte-Baume in Provenza dove la leggenda vuole che si fosse ritirata in penitenza negli ultimi anni della sua vita e dove ne erano conservate le reliquie. Essa è riconoscibile per il prezioso vaso degli unguenti, suo attributo tradizionale, e poggia il braccio destro su un grande libro aperto, oggetto che spesso la accompagna e a cui lo stesso Correggio avrebbe dato, più tardi, eccezionale rilievo nella sua perduta, Maddalena leggente.
Al confronto con opere di stesso soggetto di poco precedenti, questa del Correggio spicca per una rappresentazione più austera e al tempo stesso più naturale. La santa è avvolta in un mantello ampio, il cui blu cobalto doveva probabilmente creare un raffinato accostamento cromatico con il verde della vegetazione circostante (oggi annerita), che le lascia scoperte le spalle, il seno e la gamba destra a sottolineare la vita semplice e povera che caratterizzò l'eremitaggio a Sainte-Baume in contrasto con il lusso e la mondanità della sua vita precedente. La parziale nudità e la modestia dell'abbigliamento stanno allora a marcare la distanza con gli abiti eleganti e sfarzosi che spesso la Maria Maddalena ostenta in immagini che la raffigurano prima della penitenza. Le fonti narrano infatti che, una volta ritiratasi sulle impervie montagne provenzali, la santa viveva in una grotta, senza vestiti, nutrendosi solo del canto degli angeli e della parola divina. Si accordano a questo intento simbolico-narrativo, alcuni particolari come le lunghe unghie dei piedi della santa che valorizzano la scelta ascetica di santa Maria Maddalena, dettaglio questo a cui il Correggio ricorse anche più tardi per rappresentare un'altra figura di santo eremita: il san Girolamo nella Madonna di San Girolamo.
La posizione rigidamente frontale, addolcita solo da un timido contrapposto e l'espressione seria e distante conferiscono alla figura una impostazione monumentale, pur nelle ridotte dimensioni del dipinto, e ciò potrebbe tradire l'ispirazione a modelli antichi. Sciolta è la posa e morbido l'incarnato. Anche Leonardo aveva studiato in uno schizzo conservato nel Courtauld Institute di Londra, una simile posa frontale smorzata da un delicato contrapposto per una santa Maria Maddalena che porta il vaso degli unguenti.